# گایوونگکی-کولونگا
گایوونگکی-کولونگا (به لهستانی:  Gajowniki-Kolonia) یک روستا در لهستان است که در گمینا خوروشچ واقع شده‌است.